# チェーザレ・ベンディネリ
チェーザレ・ベンディネリ（Cesare Bendinelli、1542年 - 1617年）はイタリア・ヴェローナ生まれの作家・トランペット奏者。

## 人物
僅かに残されているベンディネリの記録によれば、1562年から1565年にシュヴェリーン及び1567年から1580年までトランペット奏者を、ウィーンで宮廷トランペット奏者として務め、1580年から1617年に死亡するまでモナコの宮廷首席トランペット奏者として活動していたことが認められる。1614年にこの時代のトランペット奏者の第一人者として、広く発行された最初のトランペット教則本である『Tutta L'arte Della Trombetta』を著した。

## 参考資料
- D.L. Smithers - The Music and History of the Baroque Trumpet before 1721 (Londra, 1973)
- P. Downey - The Trumpet and its Role in Music of the Renaissance and Early Baroque